# Wensleydale (Käse)

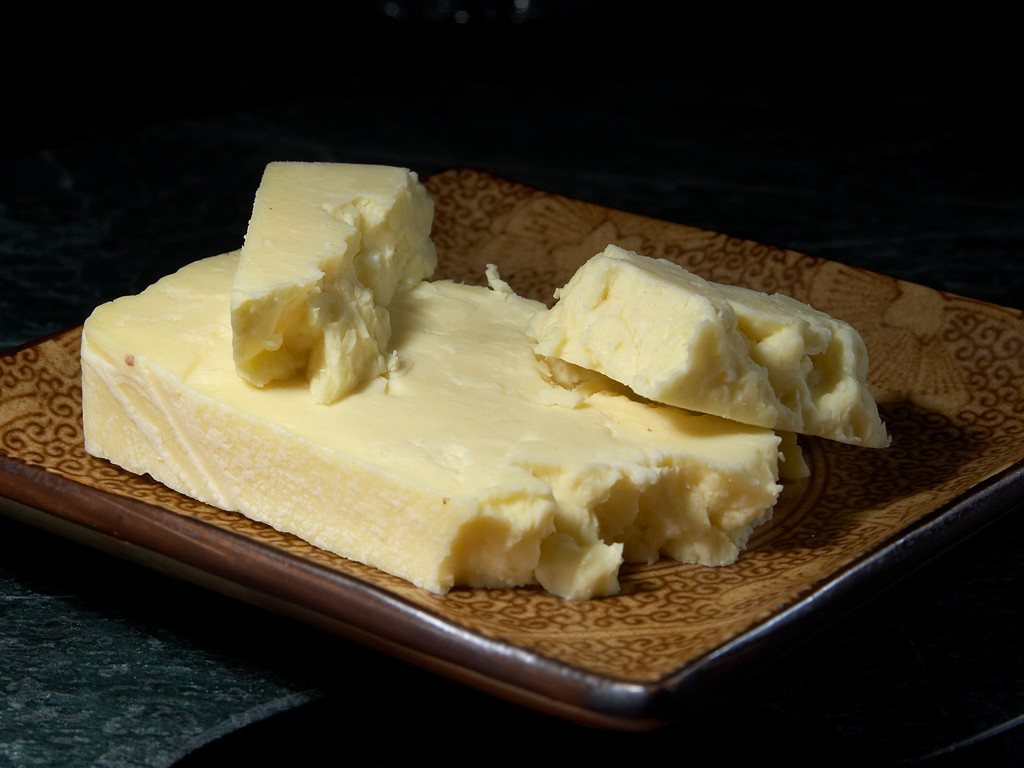
Wensleydale-Käse

Der Wensleydale ist ein englischer Hartkäse aus Kuhmilch in Form eines Zylinders mit natürlicher Rinde. Hergestellt wird dieser Käse in Hawes, einer Ortschaft im Wensleydale in den Yorkshire Dales.
Das Rezept für diesen Käse kann zurückverfolgt werden bis zu den Zisterziensern, die im 12. Jahrhundert nach England kamen.
Es gibt zwei Sorten Wensleydale: Weißen Wensleydale, in flachen gepressten Scheiben mit Honigaroma; und blauen Wensleydale, auch Yorkshire genannt, mit blauen Adern und „double cream“, der ein Verwandter des Blue Stilton ist. Guter Wensleydale hat eine krümelige, feuchte Struktur und ähnelt einem jungen Caerphilly. Das Aroma erinnert an Honig mit einer frischen Säure. Er reift in zwei bis vier Monaten und hat einen Fettgehalt von 45 %. Er kann als Tafelkäse benutzt werden und schmeckt gut zu „apple pie“.
Wensleydale ist der Lieblingskäse von Wallace aus den Animationsfilmen um Wallace & Gromit und der Name des von Michael Palin gespielten Käsehändlers im Cheese Shop Sketch in Monty Python’s Flying Circus.